# 최우범
최우범 (崔宇範, 1984년 1월 3일 ~ )은 대한민국의 전직 스타크래프트 프로게이머이다. 프로게임단 지도자로도 활동했다. 선수 시절 아이디는 DoGGi이며 종족은 테란이었다. 현재 프레딧 브리온의 감독을 맡고 있다. 2005년 3월, 최수범에서 최우범으로 개명했다.

## 선수 시절
2000년부터 프로게이머 생활을 시작했다.
2002년 삼성전자 칸에 입단했다. 신한은행 프로리그 2007 전기리그에서 팀의 우승에 기여했다.
2007년 10월, 현역에서 은퇴했다.

## 지도자 생활

### 스타크래프트
2007년 10월, 삼성전자 칸의 코치로 부임했다.

### 리그 오브 레전드
2013년 10월, 삼성 갤럭시의 코치로 부임했다. 2014년 10월, 팀의 감독으로 승격되었다. 리그 오브 레전드 월드 챔피언십 2017에 참가했으며 팀의 월즈 우승에 기여했다. 2018년 아시안 게임에서는 대한민국 리그 오브 레전드 국가대표팀 감독으로 선임되었다.
2021시즌을 앞두고 OK저축은행 브리온의 감독으로 부임했다.

## 여담
유달리 데뷔때부터 3과 관련이 많았던 그는 삼체의 시초가 되기도 하였으며 이후 삼수범으로 불린다.

### 최수범과 3
최수범은 숫자 3과 유난히 인연이 많았다. 다음은 그가 3과의 관련된 에피소드들이다.
- 1월 3일 태어남. (이는 그레고리력으로 평년, 윤년 상관없이 3번째 날이다.)
- 중학교 3학년때 자퇴하였음.
- 三星電子 칸 소속
- 스타크래프트1, 프로게이머 활동 당시 본진 포함 멀티2개로 3개의 커맨더센터를 가지고 있었으나 생산건물인 팩토리가 3개 뿐인 경기에 기인하여 삼수범이란 별명이 탄생하는 계기가 됨.
- 한때 다승 33위
- 3월에 은퇴
- 9월 3일 삼성 감독 당시 팀이 롤드컵 예선에서 KT 롤스터와의 상대 전적 0-19의 열세에도 불구하고 3-2로 승리함으로써 롤드컵행 확정

## 그 외
- 이름에 대한 사연이 있는데, 처음에는 최우범으로 지으려다가 아버지가 출생신고를 할때 실수로 집 우(宇)에 점 하나를 잘못 찍어 지킬 수(守)로 바뀌어 최수범이 되었다고 한다. 은퇴 전까지는 개명 전 이름으로 활동하였다.
- 2003년 4월 19일 KTF EVER컵 프로리그에서 성학승을 상대로 무승부를 기록하였다. 이는 방송경기 사상 최초 무승부이다.

## 수상 경력

#### 개인 경력
- 2000년 아자아자 왕중왕전 2위
- 2000년 제3회 KBK 개인전 8강
- 2000년 제3회 KBK 길드전 유한 3위
- 2000년 CNGL 동계리그 우승
- 2000년 프리챌배 온게임넷 스타리그 24강
- 2000년 iKOREA 배 4위
- 2000년 한솔M.com배 제1회 국제게임랭킹전 팀플 우승
- 2000년 GGL 프로게이머 리그 4위
- 2001년 제2회 LG 카드배 게임랭킹전 우승
- 2001년 KPGL 마루엠 닷컴배 우승
- 2002년 KTF 국제게임 챔피온쉽 3위
- 2002년 한빛소프트배 온게임넷 워크래프트3 1차 시즌 16강
- 2004년 NHN 한게임배 온게임넷 스타리그 16강
- 2004년 질레트 스타리그 16강
- 2004년 아이옵스 스타리그 8강

#### 코치 경력
- 2008년 신한은행 프로리그 2007 통합챔피언전 준우승
- 2008년 신한은행 프로리그 2008 우승
- 2008년 경남-STX컵 마스터즈 2008 4위
- 2009년 신한은행 프로리그 08-09 4위
- 2014년 리그오브 레전드 월드 챔피언십 2014 우승

#### 감독 경력
- 2016년 리그 오브 레전드 월드 챔피언십 2016 준우승
- 2017년 리그 오브 레전드 월드 챔피언십 2017 우승
- 2018년 자카르타 팔렘방 아시안게임 은메달